# Ingravescentem aetatem
Ingravescentem aetatem (deutsch: fortschreitendes Alter) ist ein Apostolisches Schreiben von Papst Paul VI. in Form eines Motu proprio. Es wurde am 21. November 1970 in den Acta Apostolicae Sedis (AAS), dem Amtsblatt des Heiligen Stuhls, veröffentlicht. In ihm wurde die Teilnahme am Konklave auf Kardinäle unter 80 Jahren festgelegt.

## Vorschriften
Mit dem Motu proprio legte der Papst neue Regeln für die Teilnahme am Konklave und Altersgrenzen für Ämter fest. Es war Teil eines umfassenden Programms, die Altersstruktur der Kirchenleitung zu ändern. Dazu gehörte auch das Motu proprio Ecclesiae Sanctae, das 1966 festlegte, dass Bischöfe mit Vollendung des 75. Lebensjahr um ihre Pensionierung bitten sollen.
Ingravescentem aetatem legte fest, dass Kardinäle in das Konklave nur eintreten dürfen, wenn sie am Tag vor dem Beginn der Sedisvakanz das 80. Lebensjahr noch nicht vollendet haben (Artikel II).
Ebenfalls wurde festgelegt, dass die Mitgliedschaften der Kardinäle in den verschiedenen Dikasterien der Römische Kurie sowie den verwandten Institutionen des Heiligen Stuhls und der Vatikanstadt mit Vollendung des 80. Lebensjahr enden. Weiterhin bestimmt Ingravenscentem aetatem, dass die Leiter vatikanischer Dikasterien dem Papst im Alter von 75 Jahren ihren Rücktritt anbieten sollen und der Papst von Fall zu Fall entscheidet, wann er den Rücktritt annimmt (Artikel I). In Artikel III legt er fest, dass das Ausscheiden auch erfolgt, wenn der übliche Fünfjahreszeitraum noch nicht vollendet ist.
Artikel IV bestimmt, dass ein Kardinal, auch wenn er als Bischof noch weiterhin im Amt ist, aus dem Kreis der Papstwähler ausscheidet.
Ansonsten werden die Rechte der Kardinäle im Kardinalskollegium nicht geändert. Die Kardinäle dürfen zum Beispiel während der Sedisvakanz an den Sitzungen der Generalkongregation teilnehmen (Artikel V).
Artikel VI trifft Vorkehrung für den Fall, dass der Kardinalkämmerer oder der Kardinalgroßpönitentiar während der Sedisvakanz das 80. Lebensjahr vollendet haben. Für den Fall, dass dies vor Beginn der Wahl der Fall ist, bestellt das Kardinalskollegium bis zur Wahl eines neuen Papstes einen Nachfolger. Trifft der Fall erst nach Beginn des Konklaves ein, verlängert sich die Amtszeit bis zur Wahl eines Papstes.
Artikel VII legt fest, dass der Kardinaldekan, wenn er am Konklave nicht teilnimmt, durch den Kardinalsubdekan vertreten wird. Nimmt auch dieser nicht am Konklave teil, soll der Höchste in der allgemeinen Ehrenrangfolge das Konklave leiten.
Artikel VIII legt fest, dass der Kardinalprotopriester und Kardinalprotodiakon, wenn sie nicht am Konklave teilnehmen, durch den Nächsthöheren in der Rangfolge beim Konklave vertreten werden sollen.

### Änderung an den Regelungen
Die Regelung zur Papstwahl bestätigte Papst Paul VI. in der Apostolischen Konstitution Romano Pontifici Eligendo.
Papst Johannes Paul II. änderte in seinem Apostolischen Schreiben Universi Dominici gregis Geringfügiges. Er legte als Stichtag für die Altersgrenze den Tod des Papstes fest. Zuvor war es der Beginn des Konklaves. Von dieser Regelung profitierte der deutsche Kardinal Walter Kasper, der fünf Tage nach Beginn der Sedisvakanz 2013 seinen 80. Geburtstag feierte, beim Konklave 2013.

## Folgen
Mit dem Inkrafttreten der Dokuments am 1. Januar 1971 verloren 25 Kardinäle, darunter 11 Italiener, ihr Wahlrecht.
Kardinal Alfredo Ottaviani, der nur einen Monat zuvor 80 wurde, meinte, dass der Papst mit dem Schreiben eine Jahrhunderte alte Tradition breche und auf einen Teil der Begabten verzichte. Kardinal Eugène Tisserant (86) meinte, dass der Alterungsprozess bei jedem Menschen anders sei und bereits der 73-jährige Papst Paul VI. Zeichen der Gebrechlichkeit zeige. Obwohl die Regelung als Weg gesehen wurde, konservative Kardinäle aus der Kirchenhierarchie zu entfernen, waren ebenso Liberale wie Achille Liénart (86) und Josef Frings (83) dagegen. Die New York Times berichtete, dass auch der Papst angedeutet hätte, dass er mit 75 zurücktrete.
In den Konklaven im August und im Oktober 1978 waren durch die Regelung 15 Kardinäle von der Wahl ausgeschlossen:
- Carlos Carmelo de Vasconcelos Motta, Erzbischof von Aparecida
- Josef Frings, emeritierter Erzbischof von Köln
- Antonio Caggiano, emeritierter Erzbischof von Buenos Aires
- James Francis McIntyre, emeritierter Erzbischof von Los Angeles
- Alfredo Ottaviani, emeritierter Präfekt der Kongregation für die Glaubenslehre
- Carlo Confalonieri, Dekan des Kardinalskollegiums
- Antonio María Barbieri, emeritierter Erzbischof von Montevideo
- Alberto di Jorio, pensionierter Kurienkardinal
- Paolo Marella, Subdekan des Kardinalskollegiums
- Jossyf Slipyj, Großerzbischof von Lemberg
- Lawrence Joseph Shehan, emeritierter Erzbischof von Baltimore
- Patrick Aloysius O’Boyle, emeritierter Erzbischof von Washington
- Pietro Parente, Theologe
- Miguel Darío Miranda y Gómez, emeritierter Erzbischof von Mexiko
- Ferdinando Giuseppe Antonelli, emeritierter Sekretär der Ritenkongregation

Bei der Konklave 2005 waren bereits 66 Kardinäle und im Konklave 2013 90 Kardinäle von der Regelung betroffen.

## Rezension
Papst Benedikt XVI. bezog sich bei seinem Rücktritt vom Papstamt auf sein fortgeschrittenes Alter und dass er der Last des Amtes nicht gewachsen sei.